# Éder Lima (zapaśnik)
Éder Lima – brazylijski zapaśnik walczący w stylu klasycznym. Brązowy medalista mistrzostw Ameryki Południowej w 2015 roku.